# Guillermo Rodríguez Lara

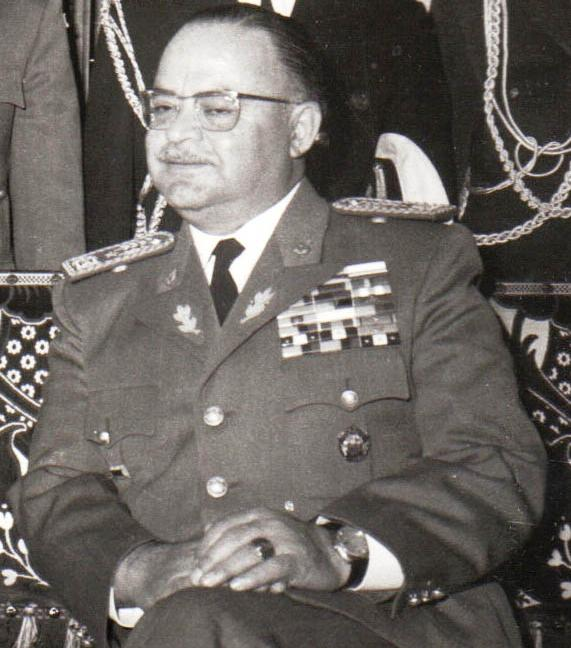
Guillermo Rodríguez Lara (1973)

Guillermo Rodríguez Lara (* 4. November 1923 in Pujilí, Ecuador) ist ein ecuadorianischer Militär, der vom 6. Februar 1972 bis 11. Januar 1976 Diktator der Republik Ecuador war.
Als Oberbefehlshaber der ecuadorianischen Armee führte General Rodríguez zusammen mit Jorge Queirolo Gómez im Februar 1972 den Staatsstreich gegen Präsident José María Velasco Ibarra an. Velasco wurde ins Exil nach Buenos Aires, Argentinien abgeschoben.
In den 4 Jahren seiner Militärdiktatur veranlasste Rodríguez großräumige Ölbohrungen und investierte das Geld sinnvoll in die Infrastruktur, die medizinische Versorgung und die Bildung des Landes. Im September 1975 kam es zum militärinternen Putsch gegen Rodríguez Lara, der zu einem Gefecht rivalisierender Generäle um den Präsidentenpalast führte. General Raúl González Alvear versuchte, aus einem gegenüberliegenden Bestattungsinstitut heraus den Amtssitz zu erobern. In dieser „Guerra de la Funeraria“ genannten Episode behielt letztlich Rodríguez Lara die Oberhand, da er sich mit Hilfe des Marineadmirals Alfredo Poveda verteidigen konnte.
1976 jedoch wurde er dennoch vom Militär abgesetzt. Der Staatsstreich fand am Tag der Hochzeitsfeierlichkeiten für Rodríguez’ Tochter statt, die in Teilen im Präsidentenpalast abgehalten wurden. Rodríguez verließ ohne Gegenwehr sein Amt. Sein Nachfolger wurde Poveda. Den restlichen Teil seines Lebens verbrachte Rodríguez weitgehend auf seiner Hacienda in Pujilí, wo er sich der Viehzucht widmete.